# Darmo (Lawang Kidul)
Darmo is een bestuurslaag in het regentschap Muara Enim van de provincie Zuid-Sumatra, Indonesië. Darmo telt 3094 inwoners (volkstelling 2010).